# ライナー・キルシュ

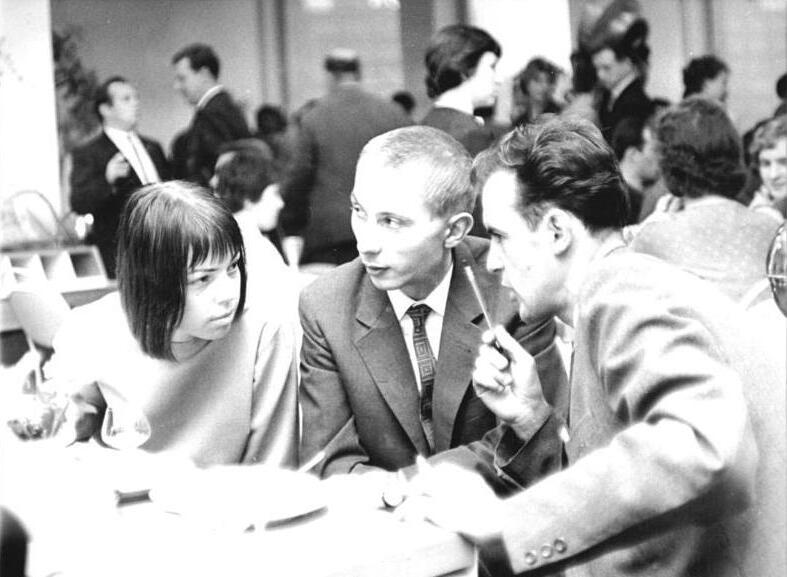
ザラ・キルシュとライナー・キルシュ, 1964年

ライナー・キルシュ（独: Rainer Kirsch、1934年7月17日 - ）は、デーベルン生まれのドイツの作家・詩人。

## 経歴
キルシュは、ロースレーベン修道院学校でアビトゥーア取得後の1953年以降、歴史と哲学をハレとイェーナで勉強する。1957年に退学処分となる。その後、印刷所での見習工、化学工場、農業をする。
1960年以降、フリーランスの作家となり、最初の詩集を出版した。1963年から1965年までライプツィヒ・ドイツ文学研究所で研究する。ザクセン詩派の代表者のひとりと見なされた。
1960年から1968年まで作家ザラ・キルシュと結婚。1973年にコメディー『ハインリヒ地獄の拳巡り（Heinrich Schlaghands Höllenfahrt）』をめぐる論争で、SEDから除名処分を受ける。1990年に東ドイツ作家連盟の理事になり、同年、ベルリン芸術アカデミーのメンバーになる。キルシュはザクセン芸術アカデミーのメンバーである。
キルシュは、詩歌、ドラマ、物語、翻訳（特にアンナ・アフマートヴァ、オシップ・マンデリシュターム、ジョン・キーツ、パーシー・ビッシュ・シェリー）、エッセイ、音声ドラマ、児童図書などで有名である。

## 作品
- Berlin-Sonnenseite、Reportage（ザラ・キルシュと共著） 1964
- Gespräch mit dem Saurier、Gedichte（ザラ・キルシュと共著） 1965
- Heinrich Schlaghands Höllenfahrt、コメディー 1973
- Wenn ich mein rotes Mützchen hab、児童図書 1974
- Kopien nach Originalen、ポートレート 1974 - ロースレーベンでの学生時代についての報告
- Das Wort und seine Strahlung、詩学理論のためのエッセイ、1976
- Vom Räuberchen, dem Rock und dem Ziegenbock、物語 （挿絵ハンス・ティーヒャ（ドイツ語版）） 1978
- Das Land Bum-Bum、オペラ （ゲオルク・カッツァー（ドイツ語版）の音楽）
- Ausflug machen、詩 1980
- Die Perlen der grünen Nixe、数学的物語 1983
- Der kleine lila Nebel、児童書（ヨハネス・K・G・ニードリッヒ共著） 1985
- Ordnung im Spiegel、エッセイ 1985
- Sauna oder die fernherwirkende Trübung、物語集 1985
- Kunst in Mark Brandenburg、詩 1989
- Anna Katarina oder Die Nacht am Moorbusch、eine sächsische Schauerballade nebst dreizehn sanften Liedern und einem tiefgründigen Gespräch 1990
- Die Talare der Gottesgelehrten、Kleine Schriften 1999
- Werke（4巻）、ベルリンオイレンシュピーゲル出版（ドイツ語版） 2004

## 編集
- Rainer Kirsch (Hrsg.): Peter Hacks, Verehrter Kollege. Briefe an Schriftsteller, Berlin: Eulenspiegel 2006

## 受賞歴
- 1965: Erich-Weinert-Medaille
- 1983: F.-C.-Weiskopf-Preis
- 1999: Kester-Haeusler-Ehrengabe der Deutschen Schillerstiftung von 1859|
- 2001: Wilhelm-Müller-Preis des Landes Sachsen-Anhalt